# Planitz
Planitz ist eine ehemalige Stadt in Sachsen, die heute zur Stadt Zwickau im Landkreis Zwickau gehört. Am 1. Juli 1923 vereinigten sich die Gemeinden Oberplanitz und Niederplanitz zur Gemeinde Planitz, die am 8. Mai 1924 das Stadtrecht verliehen bekam. Am 1. Januar 1944 wurde die Stadt Planitz nach Zwickau eingemeindet, wodurch Zwickau den Rang einer Großstadt erlangte. Planitz wurde deutschlandweit durch die von Arnimschen Steinkohlenwerke und die Fußballmannschaft Planitzer SC bekannt. Heute existieren die Stadtteile Oberplanitz, Niederplanitz  und Neuplanitz  im Stadtbezirk Süd. Die Planitzer Adelsfamilie von Arnim war auch Eigentümer der Königin-Marien-Hütte in Cainsdorf.

## Gemeindegliederung und Geographie

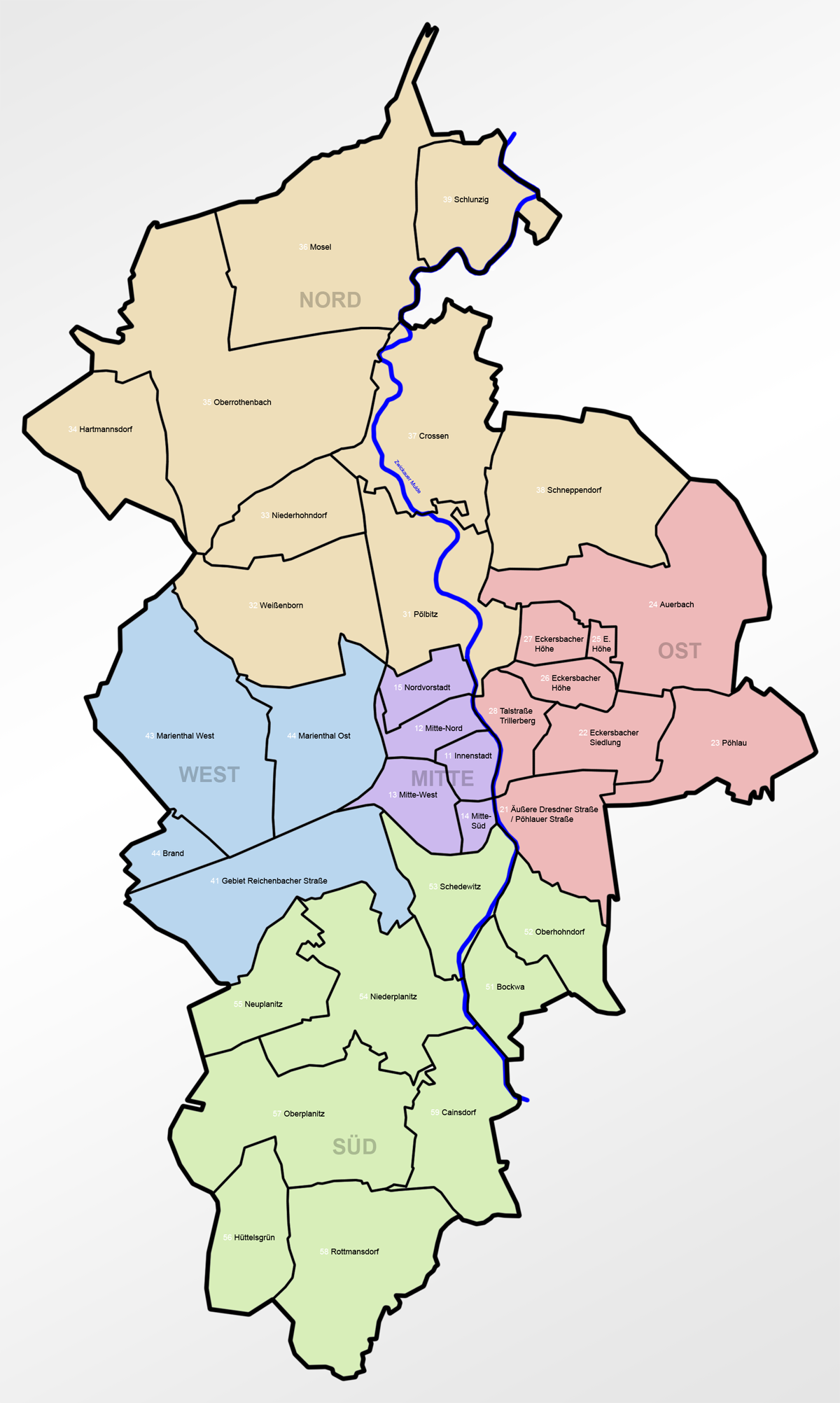
Stadtteile von Zwickau

Planitz gliedert sich in die ehemals selbständigen Gemeinden Nieder- und Oberplanitz. Der 1973 auf der grünen Wiese gegründete Zwickauer Stadtteil Neuplanitz grenzt unmittelbar an Planitz an und liegt auf Niederplanitzer Flur.
Die höchste Erhebung auf Planitzer Gebiet und gleichzeitig Gesamt-Zwickaus ist der 403 m hohe Kreuzberg. Weitere nennenswerte Berge sind der Schloßberg und die Alexanderhöhe.
Ober- und Niederplanitz sind ursprüngliche Reihendörfer entlang des Planitzbaches, der am Kreuzberg entspringt, das Strandbad und den Geleitsteich speist und schließlich in Zwickau in die Zwickauer Mulde mündet.

## Geschichte
In der Zeit um 1100 war das Gebiet von Slawen besiedelt. Von ihnen stammt die Bezeichnung „plaw“, das bedeutet „herabfließender Wasserlauf“ oder „Schwemmbach“. Um 1150 zogen deutsche Bauern in die Gegend. In dieser Zeit wurde auch eine erste Burg erbaut, aus der im 15. Jahrhundert das Schloss Planitz hervorging.

### Frühe Neuzeit und 19. Jahrhundert
Seit dem 16. Jahrhundert wurde zwischen Oberplanitz (1551 erwähnt) und Niederplanitz (1530 erwähnt) unterschieden. Beide Orte gehörten zur Grundherrschaft des Ritterguts Planitz und bis 1856 zum kursächsischen bzw. königlich-sächsischen Amt Zwickau. Im Jahr 1856 kamen beide Orte zum Gerichtsamt Zwickau und 1875 zur Amtshauptmannschaft Zwickau.
Bekanntheit erlangte der 1476 durch Selbstentzündung von Steinkohlenflözen entstandene Planitzer Erdbrand, der erst 1860 gelöscht werden konnte. Im Jahr 1837 gründete Ernst August Geitner die „Treibegärtnerei auf den Planitzer Erdbränden“, in der er die mit über 70 °C aufsteigenden Dämpfe fasste und zur Beheizung seiner Gewächshäuser nutzte, in denen er tropische Pflanzen züchtete. Nach dem Erlöschen des Brandes wurde die Gärtnerei stillgelegt. Im 19. und im beginnenden 20. Jahrhundert war Niederplanitz vom Steinkohlebergbau im Zwickauer Steinkohlenrevier geprägt.

### 20. Jahrhundert
Nach der Volkszählung vom 1. Dezember 1900 hatten Ober- und Niederplanitz gemeinsam 21.618 Einwohner und 1029 bewohnte Gebäude bei einer Gesamtfläche von fast 6,37 km2 (Einwohnerdichte: 3393 Einwohner/km2 !). 1911 wurde ein neues Kaufhaus Schocken erbaut. Nach der Vereinigung von Ober- und Niederplanitz am 1. Juli 1923 bis zur Verleihung des Stadtrechts am 8. Mai 1924 (am selben Tag wie Rodewisch) war die Gemeinde Planitz das größte Dorf Sachsens. Im Jahr 1935 wurde das Planitzer Schloss zum Rathaus umfunktioniert. Durch einen Gebietsaustausch im Jahr 1939 kam das Gelände des Haltepunkts Cainsdorf an der Bahnstrecke Schwarzenberg–Zwickau und ein westlich der Zwickauer Mulde gelegener Teil von Bockwa zur Stadt Planitz. Am 1. Januar 1944 wurde Planitz in die kreisfreie Stadt Zwickau eingemeindet.
Durch die zweite Kreisreform in der DDR kam Planitz als Stadtteil von Zwickau im Jahr 1952 zum Bezirk Chemnitz (1953 in Bezirk Karl-Marx-Stadt umbenannt), der bis 1990 bestand. Am 28. April 1973 wurde in der westlichen Ortsflur von Niederplanitz der Grundstein für die Plattenbausiedlung Neuplanitz gelegt. Die Bauphase dauert bis 1981. Neuplanitz ist nach Eckersbach E5 das zweitgrößte Plattenbaugebiet der Stadt Zwickau.
Seit 1990 gehört Planitz, aufgeteilt in die Stadtteile Ober-, Nieder- und Neuplanitz zur kreisfreien Stadt Zwickau im Freistaat Sachsen, die seit dem Jahr 2008 als Große Kreisstadt dem sächsischen Landkreis Zwickau angehört. Nach der Renovierung und Restaurierung in den Jahren 1991–1993 zog in die Gebäude des Planitzer Schlosses das Clara-Wieck-Gymnasium ein, eine Bildungseinrichtung mit musischem Schwerpunkt.

## Wappen
In Rot auf silbernem Berg ein silberner Rechen, vorn ein schwarzes Schlägel und Eisen, hinten ein goldener Bienenkorb umgeben von neun Bienen.

## Verkehr
Von 1907 bis 1969 besaß Niederplanitz einen eigenen Bahnhof an der Bahnstrecke Zwickau–Planitz. Zunächst diente die Strecke nur dem Güterverkehr, nach dem Zweiten Weltkrieg verkehrten auch Personenzüge. Der Bahnhof „Cainsdorf“ an der Bahnstrecke Schwarzenberg-Zwickau befindet sich aufgrund eines Flächenaustauschs seit 1939 auf dem Gebiet von Planitz. Aus diesem Grund hieß er zwischen 1940 und 1951 „Planitz-Cainsdorf“.
Nach Planitz verkehrte von 1912 bis 1914 und dann ab 1919 wieder bis 1922, endgültig dauerhaft ab 1924 eine der ersten Zwickauer Omnibuslinien. Seit 2005 ist Neuplanitz der Endpunkt der Zwickauer Straßenbahnlinie 3 von Eckersbach. Durch Ober-, Nieder- und Neuplanitz verkehrt ebenfalls die Buslinie 27 nach Marienthal, die Buslinie 10 aus Weißenborn/Niederhohndorf/Innenstadt verläuft zu Teilen durch Ober- und Niederplanitz, die Buslinie 26 verkehrt von Neuplanitz nach Lichtentanne. 

Amtliche Siegelmarke (1870–1918)
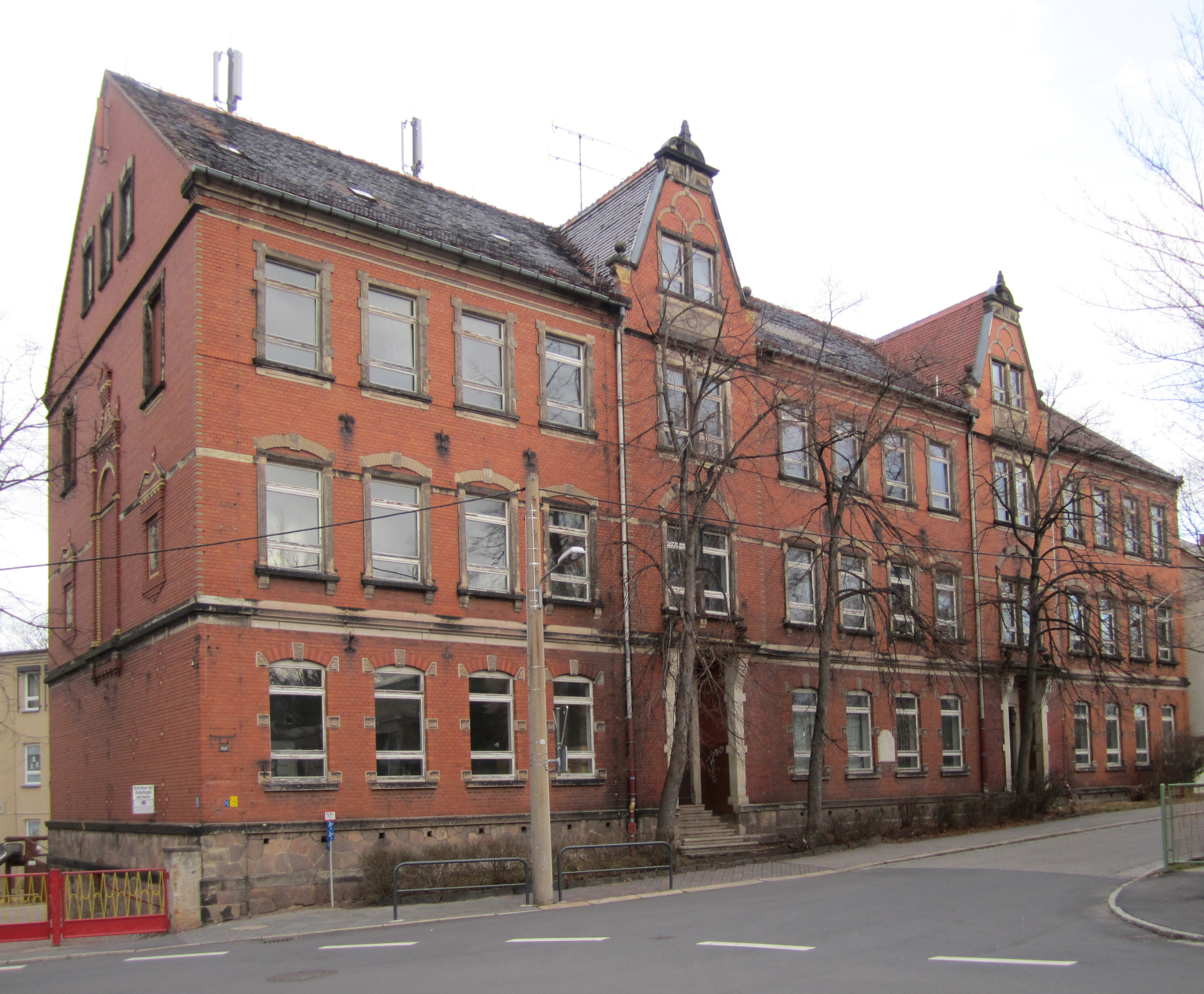
Die Bielschule
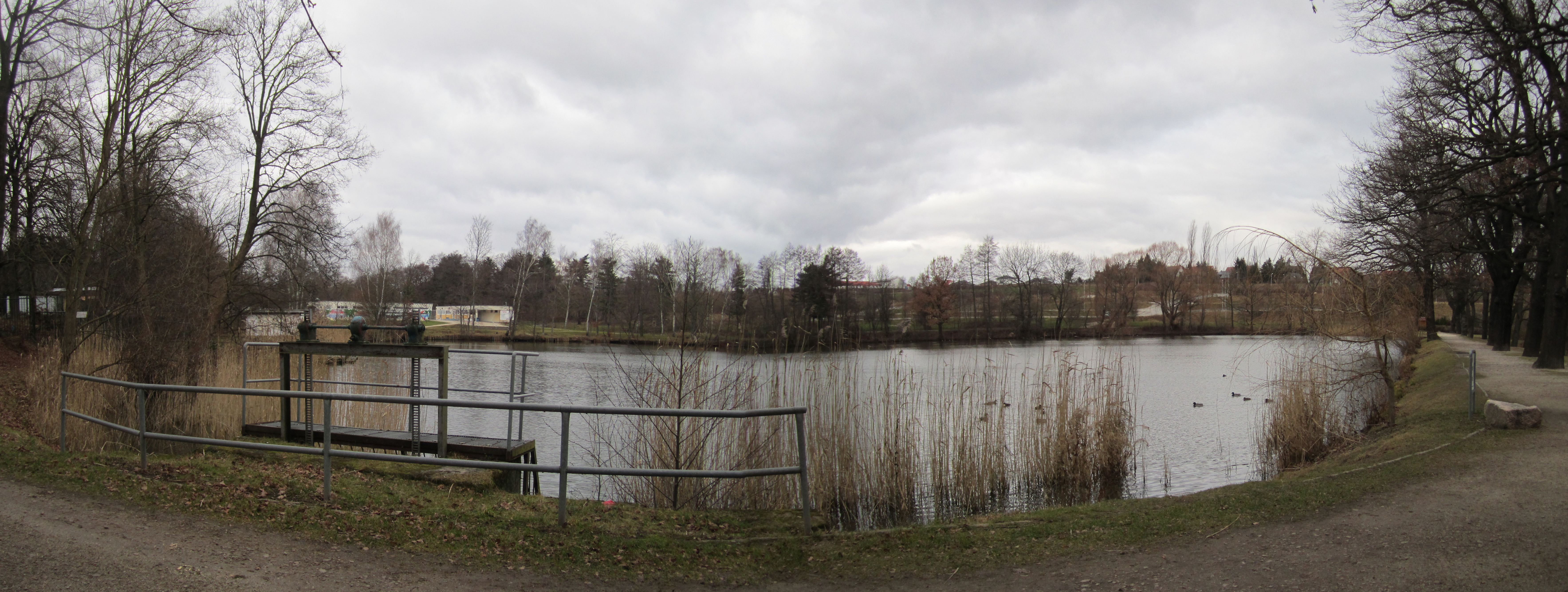
Der Geleitsteich
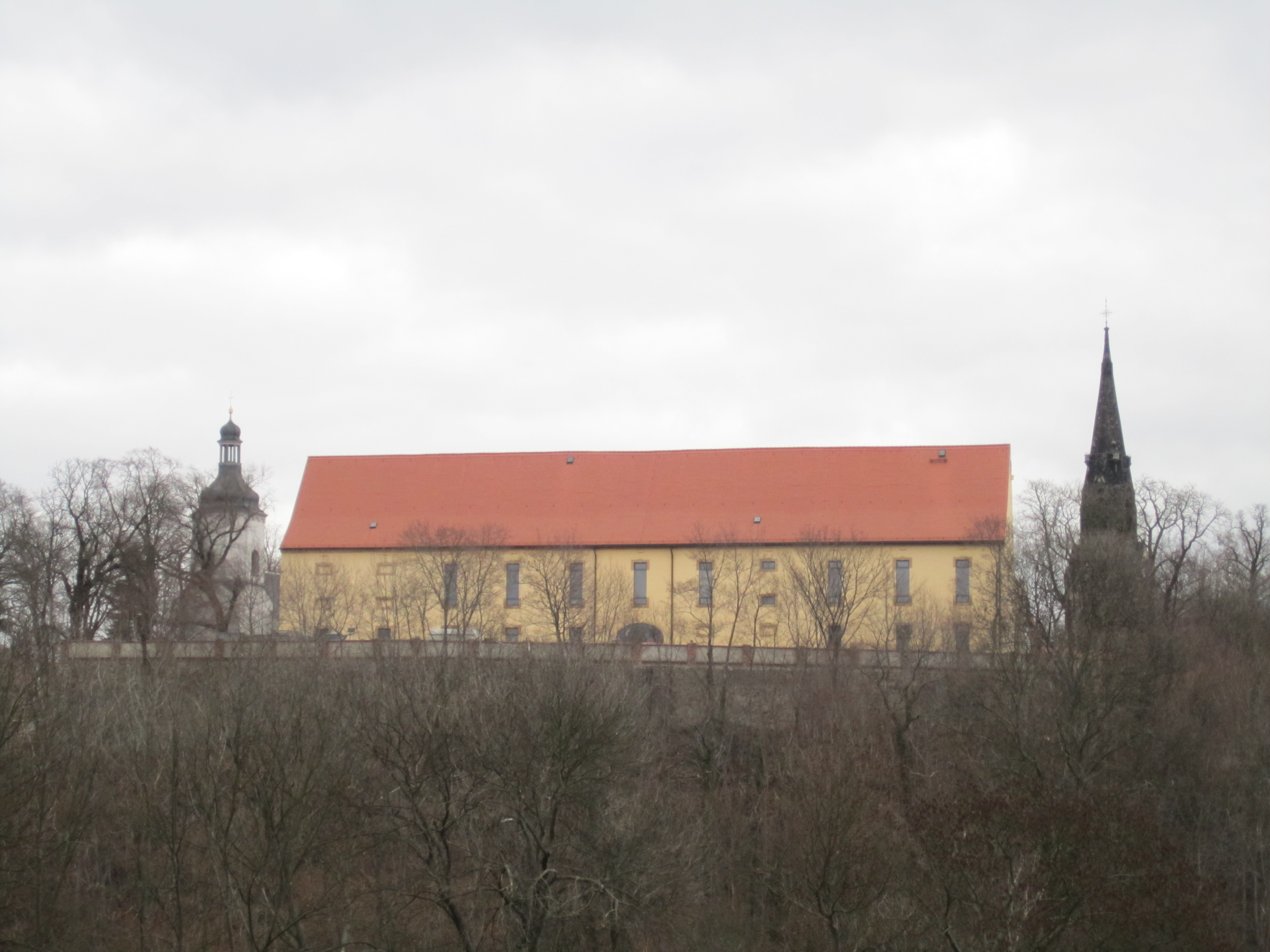
Das Planitzer Schloss mit Schloss- und Lukaskirche (rechts)
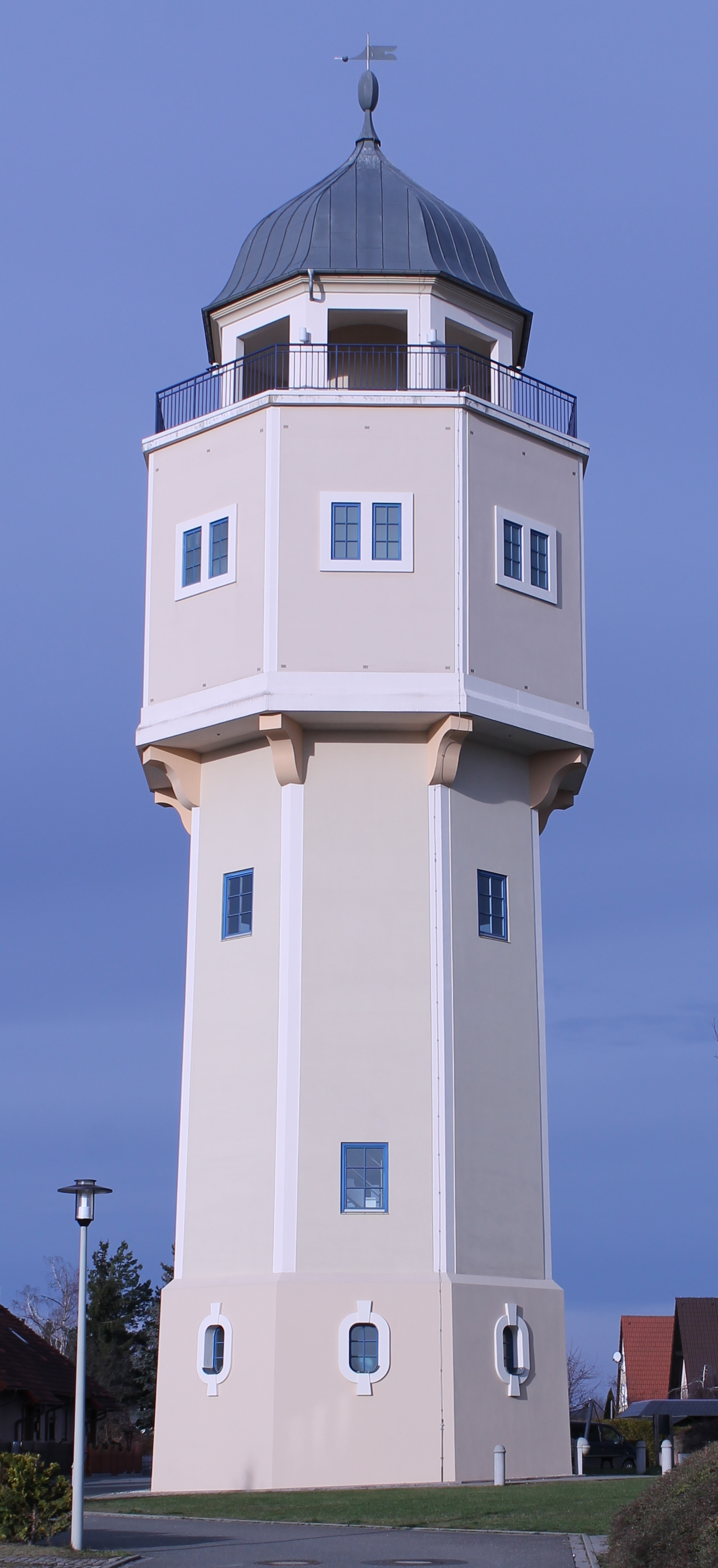
Der Oberplanitzer Wasserturm
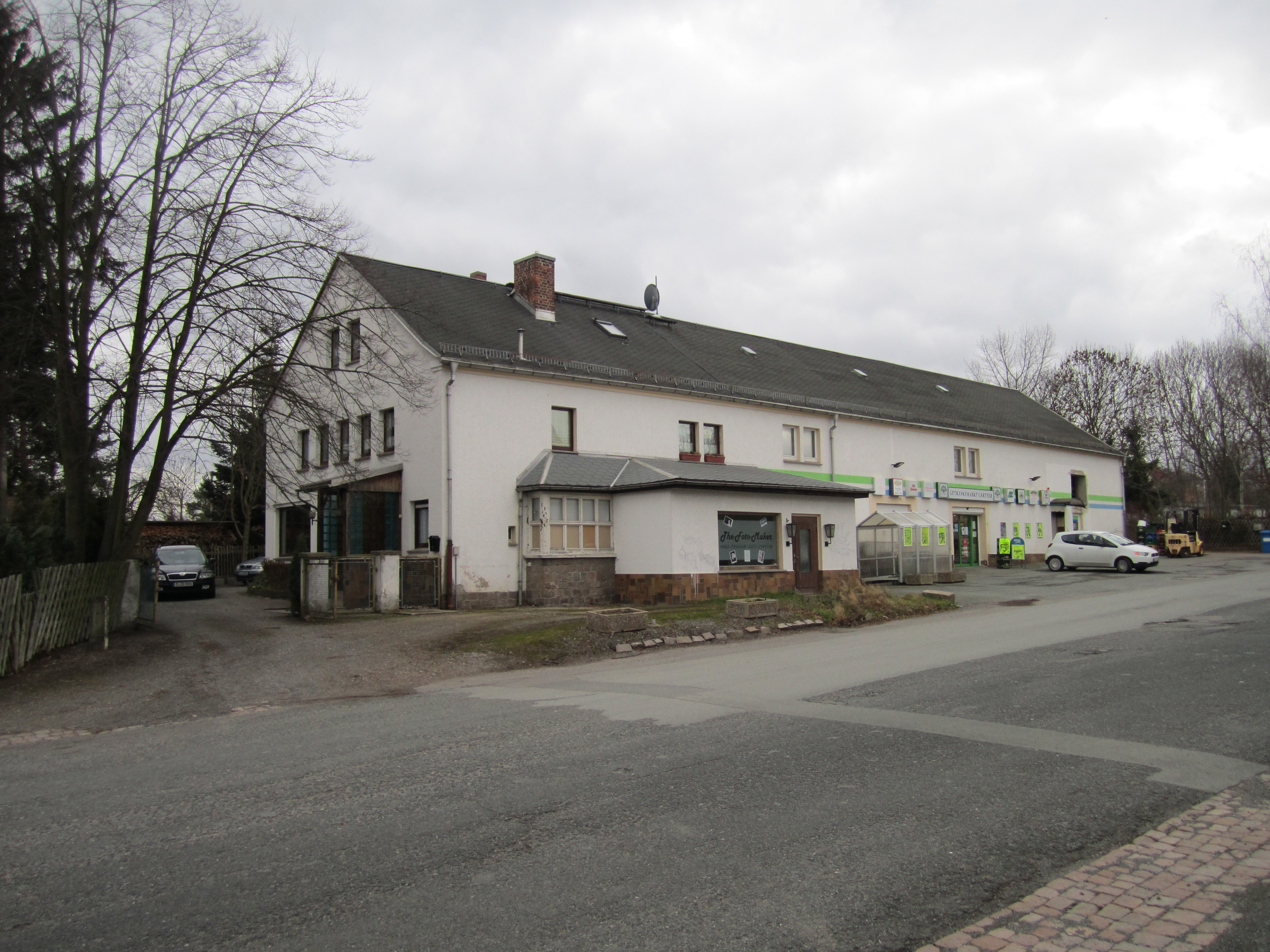
Bahnhof Planitz (1907–1969)
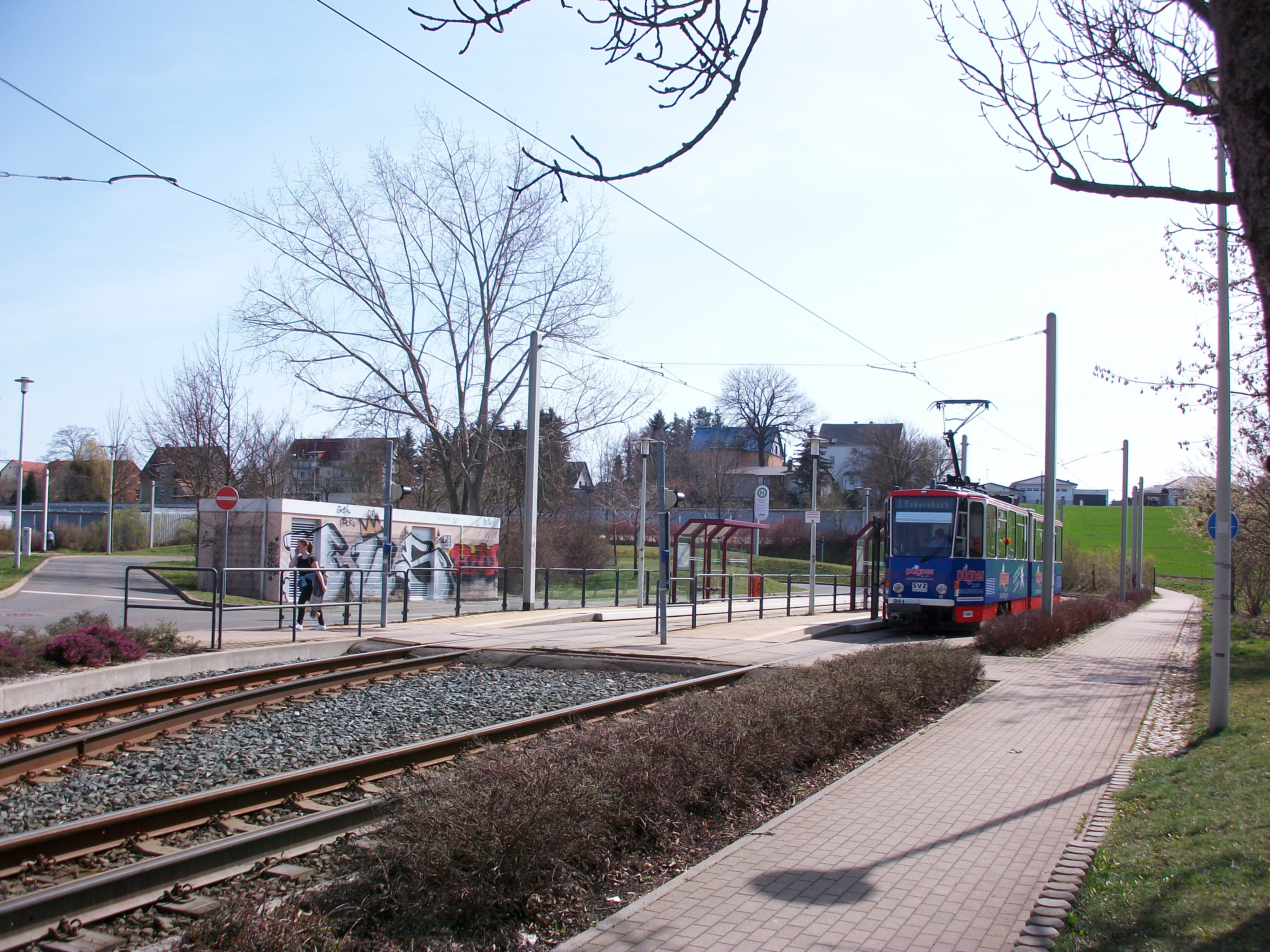
Endhaltestelle der Straßenbahn in Neuplanitz (seit 2005)

## Kultur und Sport

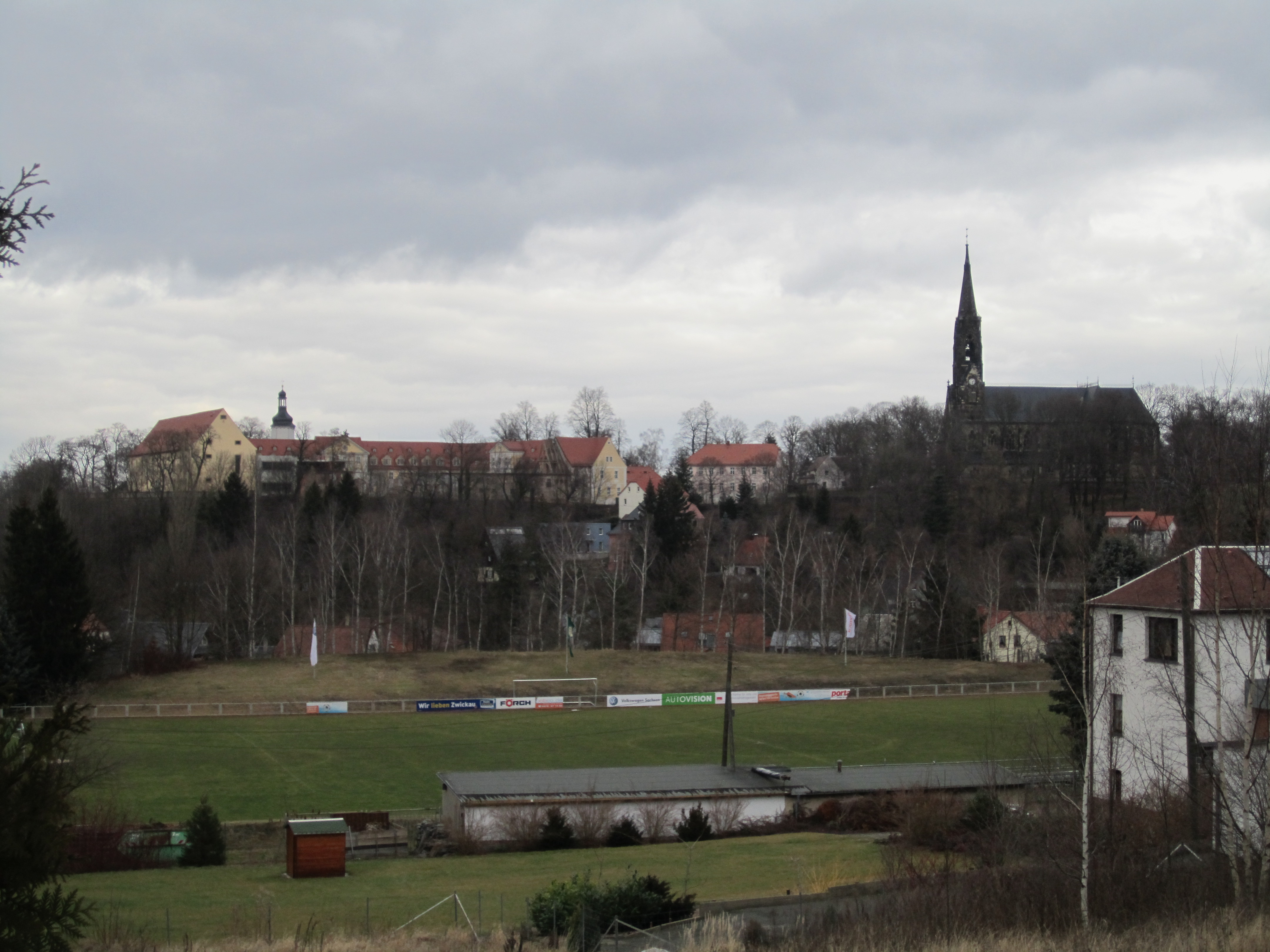
Die Südkampfbahn in Niederplanitz im Jahr 2011

### Sportliches
Der 1912 gegründete Fußballverein Planitzer SC spielte von 1933 bis Kriegsende in einer der ersten deutschen Ligen, der Gauliga Sachsen. Der Planitzer SC war der Vorgängerverein der SG Planitz, die 1948 erster Ostzonenmeister (Vorläufer der DDR-Oberliga-Fußballmeisterschaft) wurde. Die Heimspiele bestritten die Planitzer Fußballer auf der 1920 als Central-Sportpark eröffneten späteren Westsachsenkampfbahn, die heute Südkampfbahn heißt.

### Regelmäßige Veranstaltungen
Pyramidenandrehen

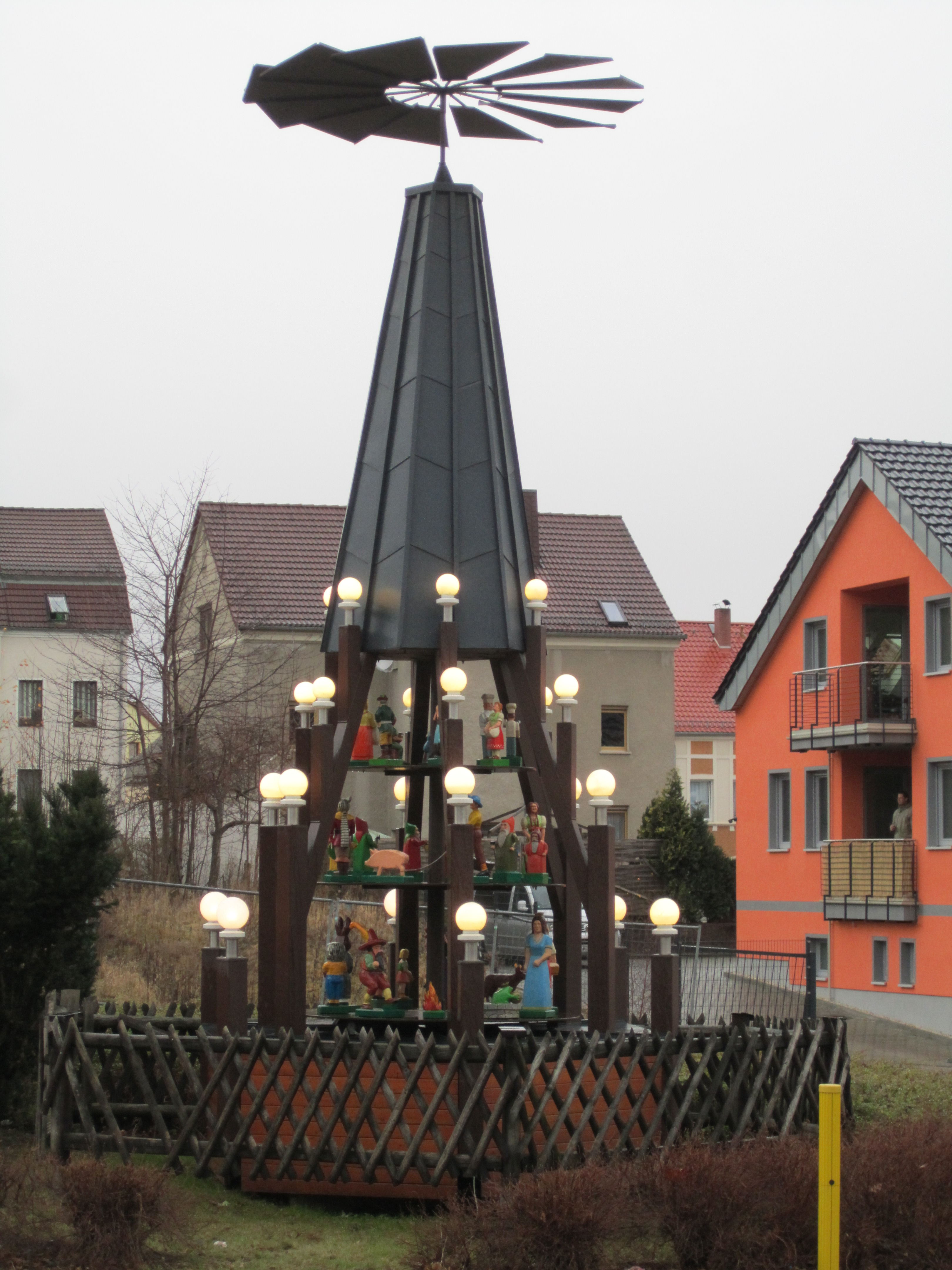
Die Planitzer Pyramide

Am Oberplanitzer Markt steht seit 1998 eine Freilandpyramide. Jährlich zum ersten Adventssonntag wird sie in einem Festakt angedreht. Im Laufe der Jahre hat sich diese Veranstaltung mehr und mehr zu einem bunten vorweihnachtlichen Treiben inklusive eines eintägigen Weihnachtsmarkts entwickelt. Auch die Besucherzahlen stiegen von anfänglich einigen hundert Personen auf bis zu zeitweise 3000 Leute (Stand 2007) an. Die Figurengruppen der Planitzer Pyramide wurden vom Planitzer Schnitzverein gestaltet und stellen Märchenszenen dar.
Pfingstbarock

Von 2006 bis 2009 fand jährlich am Pfingstwochenende auf dem Schlossberg zu Planitz diese Veranstaltung statt. Es handelte sich hierbei um eine Mischung aus barockem Musikfestival und einer lebendigen Darstellung des höfischen Lebens dieser Zeit. Das Konzept sah vor, dass der sächsische Regent jeweils ein europäisches Adelsgeschlecht und dessen Abgesandte am Planitzer Hof empfängt. Zudem war das Ereignis von buntem zeitgenössischen Markttreiben und zeitgemäßen Militärmanövern geprägt. Regelmäßiger Höhepunkt des Festes war das sonntägliche Feuerwerk in Verbindung mit barocker Musik.

## Sehenswürdigkeiten

### Niederplanitz

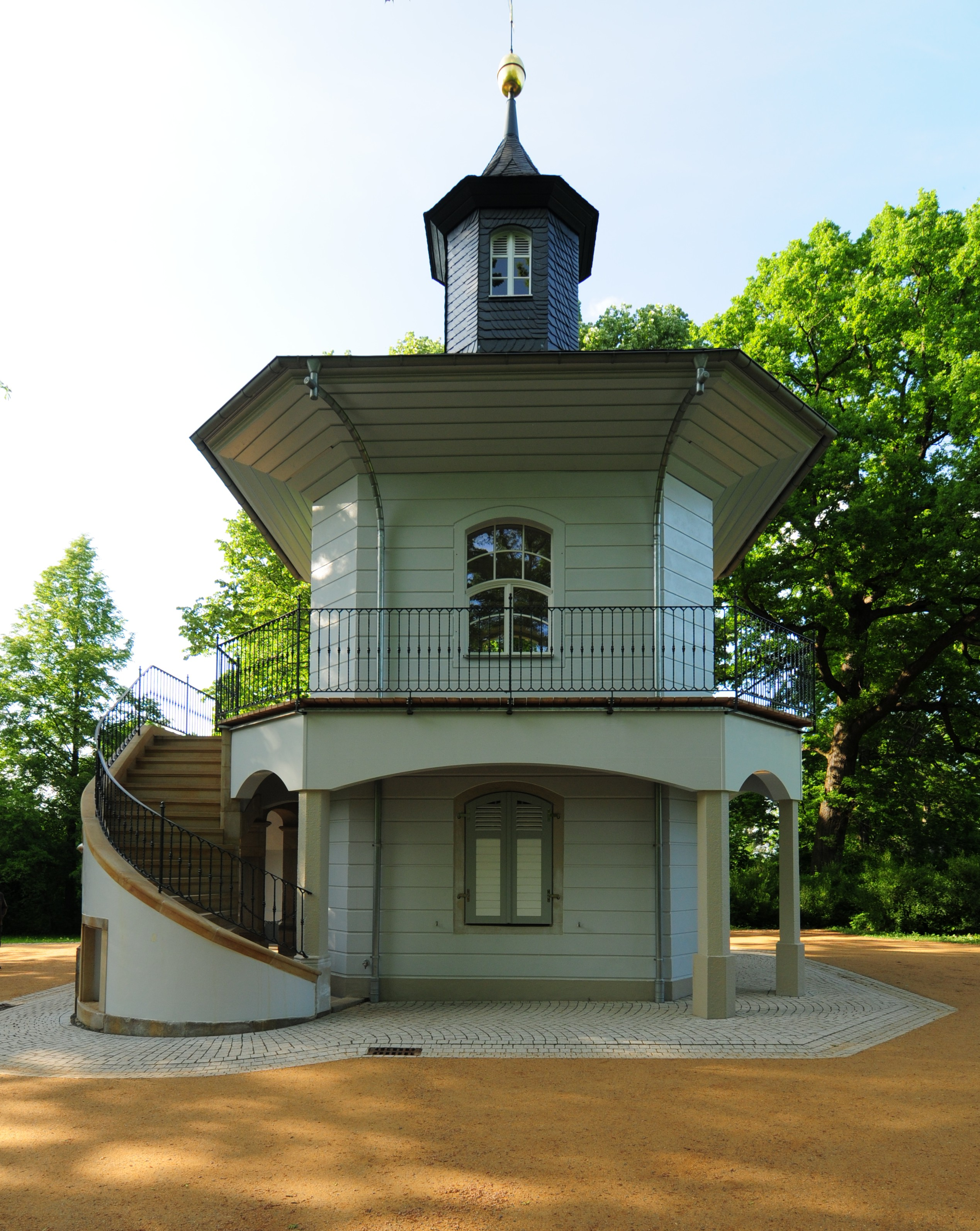
Das Teehaus.

- Schloss Planitz – barocke Anlage eines ehemaligen Herrensitzes, heutiges Clara-Wieck-Gymnasium.
- Lukaskirche – Wahrzeichen des Ortes, direkt neben dem Schlosspark und gegenüber dem Schloss, erbaut 1873–76 von Gotthilf Ludwig Möckel, nach Jahren des Leerstandes saniert (weit sichtbare Landmarke).
- Schlosspark nach Plänen von Eduard Petzold um 1870 umgestaltet, das Teehaus, ein Gartenpavillon aus der Zeit des späten Rokoko mit Einflüssen der Chinoiserie von 1789.

### Oberplanitz
- Wasserturm
- Sternwarte am Kreuzberg (seit 1975)[9]
- Stülpnerberg des Planitzer Schnitzvereins[10]
- SOS-Kinderdorf

## Söhne, Töchter und Persönlichkeiten von Planitz
- Joachim von Beust (1522–1597), Jurist und Rittergutsbesitzer
- Jacob Leupold (1674–1727), ein Erfinder der Luftpumpe
- Carl C. Ackermann (1790–1859), Verleger
- Georg Heinrich Wolf von Arnim (1800–1855), Eisenhütten- und Bergbauunternehmer, Rittergutsbesitzer auf Planitz
- Friedrich Henning von Arnim (1804–1885), Unternehmer, Eisenhüttenbesitzer
- Paul Drechsel (1888–1953), NSDAP-Politiker, SS-Hauptsturmführer
- Paul Barth (1897–1957), Komponist und Hochschullehrer
- Johannes Linke (1905–1975), Geograph und Heimatforscher
- Paul Fröhlich (1913–1970), hochrangiger SED-Funktionär
- Erich Dietel (1912–1991), Fußballspieler und -trainer u. a. in Planitz, Hermsdorf, Zwickau
- Gert Fröbe (1913–1988), international bekannter Schauspieler (Goldfinger)
- Gerd Prager (1920–1975), Redakteur, Herausgeber, Fernsehproduzent, Autor, Schauspieler und Synchronsprecher
- Walter Fritzsch (1920–1997), Fußballspieler und -trainer in Dresden
- Heinz Krügel (1921–2008), Fußballspieler und -trainer in Magdeburg
- Günter Schneider (1924–2000), Fußballspieler und -funktionär
- Siegfried Bachmann (1927–1997), Soziologe und Bildungshistoriker
- Werner Queck (1929–1982), Architekt und Hochschullehrer
- Martin Krause (1930–2024), Koptologe und Hochschullehrer
- Manfred Doss (1935–2022), Mediziner und Forscher
- Helke Misselwitz (* 1947), Regisseurin (Engelchen)